# Tomba degli Animali dipinti
Die Tomba degli Animali dipinti (deutsch: „Grab der gemalten Tiere“) ist ein ausgemaltes etruskisches Kammergrab, das ins 7. Jahrhundert v. Chr. datiert. Das Grab wurde im Jahr 1834 in der Banditaccia-Nekropole bei Cerveteri entdeckt.
Das Grab besteht aus einem monumentalen Tumulus. Ein Dromos führt zur eigentlichen Grabanlage, die aus vier Kammern besteht. Die Hauptkammer hat zwei Pfeiler und zum Teil eine an den Wänden laufende Bank. Auf der rechte Seite findet sich eine in den Stein gehauene Kline, auf der linken Seite befindet sich ein Sarkophag. Eine kleinere Vorkammer hat eine Kassettendecke. Teile des Grabes waren ausgemalt, doch sind die Malereien heute nicht mehr erhalten. In der Vorkammer befand sich eine Jagdszene. Es waren ein Mann mit Bogen, ein weiterer Mann und diverse Tiere dargestellt, darunter zwei Löwen, die einen Hirsch anfallen. In der Hauptkammer gab es das Bild eines Löwen und vielleicht eines Hirsches.